# Szczaniec (gemeente)
De gemeente Szczaniec is een landgemeente in het Poolse woiwodschap Lubusz, in powiat Świebodziński.
De zetel van de gemeente is in Szczaniec.
Op 30 juni 2004 telde de gemeente 3934 inwoners.

## Oppervlakte gegevens
In 2002 bedroeg de totale oppervlakte van gemeente Szczaniec 112,92 km², waarvan:
- agrarisch gebied: 67%
- bossen: 26%

De gemeente beslaat 12,05% van de totale oppervlakte van de powiat.

## Demografie
Stand op 30 juni 2004:
| Omschrijving                   | Totaal | Totaal | Vrouwen | Vrouwen | Mannen | Mannen |
| ------------------------------ | ------ | ------ | ------- | ------- | ------ | ------ |
| eenheid                        | aantal | %      | aantal  | %       | aantal | %      |
| inwoners                       | 3934   | 100    | 2035    | 51,7    | 1899   | 48,3   |
| bevolkingsdichtheid (inw./km²) | 34,8   | 34,8   | 18      | 18      | 16,8   | 16,8   |

In 2002 bedroeg het gemiddelde inkomen per inwoner 1351,92 zł.

## Administratieve plaatsen (sołectwo)
Brudzewo, Dąbrówka Mała, Kiełcze, Koźminek, Myszęcin, Ojerzyce, Opalewo, Smardzewo, Szczaniec, Wilenko, Wolimirzyce.
Zonder de status sołectwo : Nowe Karcze.

## Aangrenzende gemeenten
Babimost, Sulechów, Świebodzin, Trzciel, Zbąszynek